# Brauerei Lasser

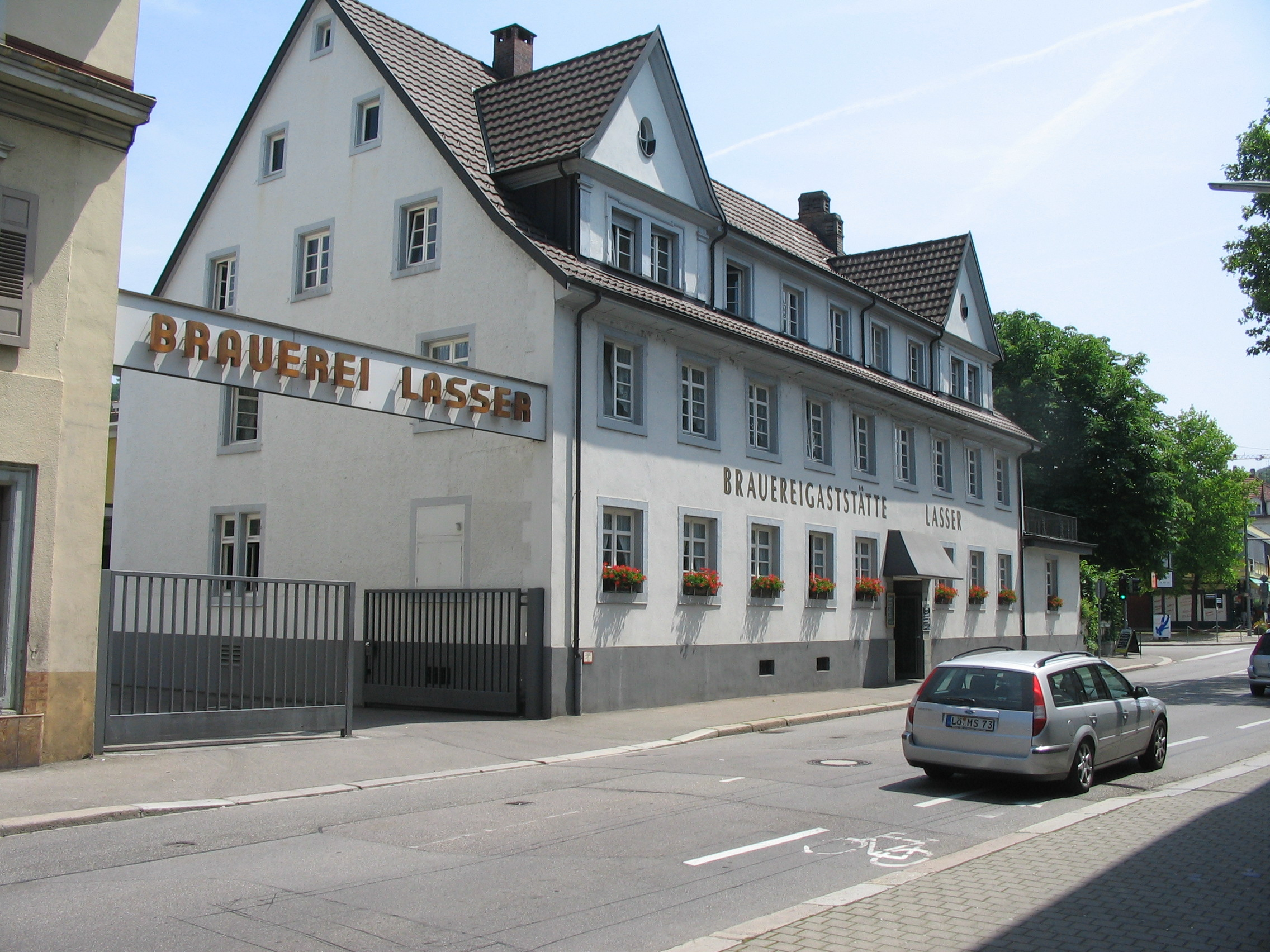
Brauereigebäude

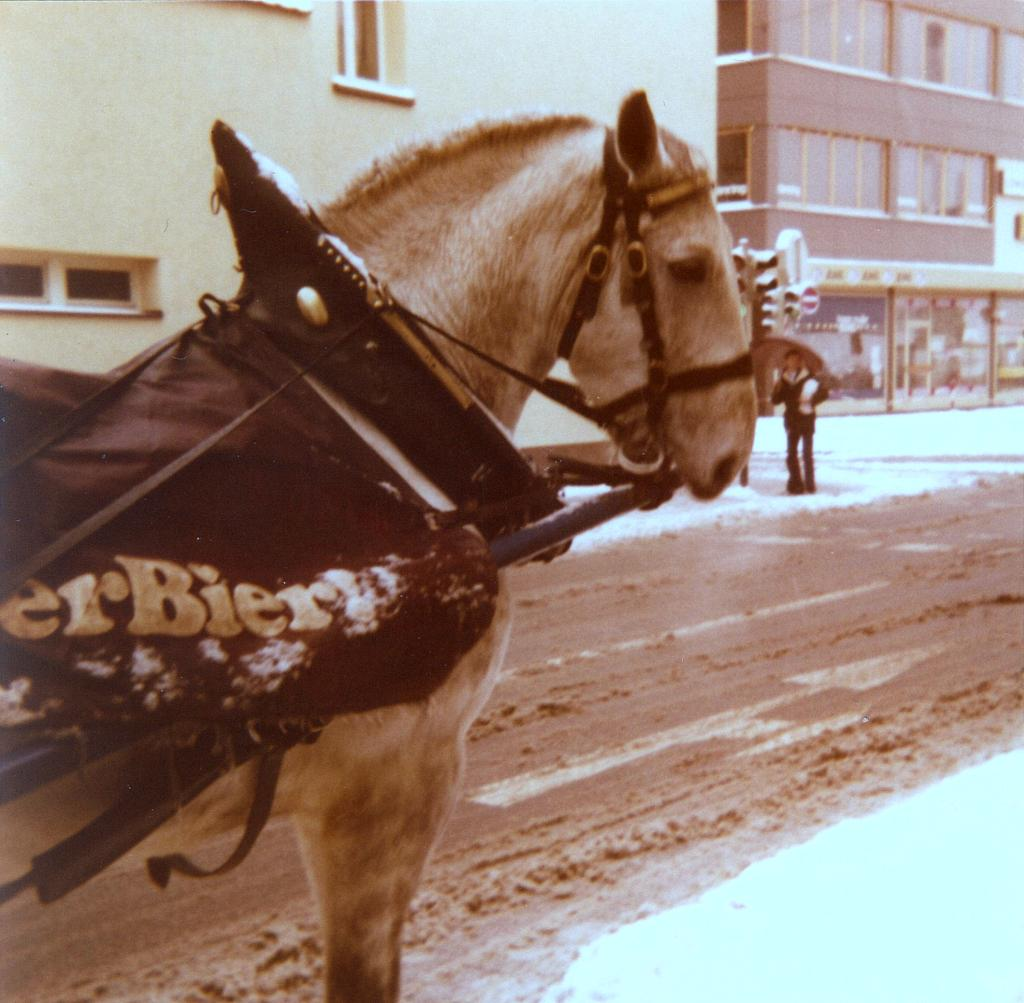
Das Brauereipferd „Fritz“ im Winter 1977/78

Die Brauerei Lasser GmbH & Co KG ist eine Brauerei mit Sitz in Lörrach. Die seit 1850 bestehende Brauerei wurde zunächst vom Oberbrauer Adam Lasser übernommen und wird bis heute von der Familie Lasser-Walter geführt. Seit 2000 liegt die Geschäftsführung bei Andreas Walter.
Der Betrieb hat eine Produktion von etwa 70.000 Hektoliter jährlich. Lasser produziert sieben verschiedene Biersorten, darunter Pils, Export sowie diverse alkoholfreie Getränke unter der Marke Libella. Der Vertriebsbereich reicht von Baden-Baden bis Lörrach und vom Bodensee bis Tuttlingen. Die Brauerei engagiert sich zudem in vielen Bereichen des Sports und der Kultur. Die mehrfach DLG-prämierte Brauerei Lasser ist Mitglied im deutschen Brauerbund.

## Geschichte
Die Geschichte der Privatbrauerei Lasser begann im Jahre 1850, als der Brauer Friedrich W. Enderlin aus Efringen-Kirchen am Fuße des Hünerbergs ein Brauhaus errichtete. Dieses Brauhaus Enderlins wurde noch im gleichen Jahr an den Küfermeister Joseph Jakob Vortisch verkauft. 1858 ging die Brauerei in den Besitz von Johann Josef Grether-Dietschy über, welcher den Oberbrauer der Basler Cardinal-Brauerei, Adam Lasser, nach Lörrach holte, dem er die Leitung seiner Brauerei übertrug.
Da Adam Lasser ursprünglich aus Bayern stammte, galt er in Lörrach als Ausländer und musste sich als solcher erst das Recht verschaffen, Bier brauen und ausschenken zu dürfen. Dieses Recht wurde ihm vom Bürgermeister und Gemeinderat zugestanden. 1861 wurde seinem Gesuch auf Einbürgerung nachgekommen, so dass er 1864 selbst die Brauerei kaufen konnte.
Als Adam Lasser 1865 im Alter von 50 Jahren verstarb, führte sein Bruder Wolfgang Lasser, der ebenfalls Oberbrauer war, das Lebenswerk fort. Im Sommer 1869 eröffnete Wolfgang Lasser in einem Felsenkeller am Fuße des Schädelbergs zusätzlich eine Kellerwirtschaft, in dem sieben große Tische Platz für etwa hundert Personen boten. Als Wolfgang Lasser dann 1880 starb, führte zunächst seine Frau Karoline bis zu ihrem Tod 1896 die Geschäfte des Unternehmens, die dann später von ihrem Sohn Carl Adam weitergeführt wurden.
Zur Zeit der Jahrhundertwende wurde der Sudkessel Adam Lassers mit 17 Hektoliter durch einen mit 150 Hektoliter ersetzt und somit die Jahresproduktion von 2.500 hl auf 6.000 hl ausgeweitet. Die während der beiden Weltkriege stark zurückgegangene Produktion stieg nach 1945 wieder schnell und sicherte das Überleben des Unternehmens.
Als 1934 Carl Adam Lasser starb, ging die Leitung an seinen Sohn Karl Lasser, der damals mit 26 Jahren und einem Abschluss als Diplom-Braumeister der Brauer-Hochschule Weihenstephan auf die Leitung des Unternehmens vorbereitet war und dieses bis 1989 leitete. Neben Bier wurde das Sortiment der Brauerei Lasser 1954 dann durch die alkoholfreien Libella-Markengetränke erweitert.
1989 übernahm dann Dorothee Walter geb. Lasser, die Tochter Karl Lassers, die kaufmännische Leitung der Brauerei. Seit 2000 liegt die Verantwortung bei der fünften Generation der Familie Lasser, dem Sohn Andreas Walter, der als Braumeister und Wirtschaftsingenieur ausgebildet ist.
Seit 2004 arbeitet die Brauerei Lasser eng mit der Schweizer Brauerei Fischerstube in Basel zusammen, in deren Auftrag ausschließlich für den Schweizer Markt gebraut und abgefüllt wird.
Im Jahr 2017 hatte die Brauerei einen Jahresausstoß von ca. 70.000 hl und wurde von knapp 70 Mitarbeitern in Verwaltung, Versand, Fuhrpark und Brauerei betrieben.

## Auszeichnungen
Im Jahr 2016 erhielt die Brauerei Lasser fünf silberne Preise der DLG für ihre Biere. 2014 wurde die Brauerei zudem als Unternehmen mit dem Preis der Besten in Gold ausgezeichnet. Damit werden solche Unternehmen ausgezeichnet, die für ihre Produkte über zehn Jahre kontinuierlich höchste DLG-Prämierungen erhalten. Seit 2007 als eine der ersten Brauereien in Baden-Württemberg auch zertifiziert nach International Food Standard auf „höherem Niveau“, sowie 2008 bis 2014 durchgehend erneut anerkannt. Außerdem betreibt die Firma Lasser schon einige Jahre HACCP-Qualitätsmanagement.

## Sponsoring
Die Brauerei engagiert sich zudem in vielen Bereichen des Sports und der Kultur. Unterstützte Vereine sind z. B. TuS Adelhausen (Ringen) und TV Grenzach (Damenhandball). Kulturelle Veranstaltungen, wie z. B. das Kieswerk-Open Air in Weil am Rhein, werden unterstützt.

## Sonstiges
Die Brauerei ist Mitglied im Brauring, einer Kooperationsgesellschaft privater Brauereien aus Deutschland, Österreich und der Schweiz.